# Michaela Šebelová
Michaela Šebelová (* 16. června 1982) je česká politička a fyzioterapeutka, od října 2021 poslankyně Poslanecké sněmovny PČR, od roku 2024 zastupitelka Moravskoslezského kraje, v letech 2018 až 2022 starostka obce Kunčice pod Ondřejníkem v okrese Frýdek-Místek, od července 2022 místopředsedkyně hnutí STAN a od února 2023 předsedkyně krajského výboru hnutí STAN Moravskoslezský kraj.

## Život
V letech 1997 až 2001 vystudovala tehdejší Gymnázium s rozšířenou výukou cizích jazyků v Ostravě-Porubě a následně v letech 2001 až 2007 obor fyzioterapie na Fakultě tělesné výchovy a sportu Univerzity Karlovy v Praze (získala titul Mgr.).
Mezi roky 2007 a 2009 a pak opět 2010 až 2014 působila jako fyzioterapeutka v Beskydském rehabilitačním centru. Od roku 2009 pracuje formou OSVČ v nestátním zdravotnickém zařízení jako fyzioterapeutka, specializuje se na bolesti páteře.
Michaela Šebelová žije v obci Kunčice pod Ondřejníkem na Frenštátsku. Je vdaná a má dva syny (Štěpána a Jáchyma). Ve volném čase cvičí powerjógu, s manželem navštěvuje kurzy společenských tanců, chodí na hory a cestuje. Mezi jejími koníčky jsou i cizí jazyky (angličtina, francouzština, němčina).

## Politické působení
V komunálních volbách v roce 2010 byla jako nezávislá zvolena zastupitelkou obce Kunčice pod Ondřejníkem, a to na kandidátce subjektu „Nezávislí“. V listopadu 2010 se navíc stala radní obce. Mandát zastupitelky obce obhájila ve volbách v roce 2014 jako nezávislá na kandidátce subjektu „"NEZÁVISLÍ 2010"“, a to z pozice lídryně kandidátky. V listopadu 2014 se navíc stala místostarostkou obce. Rovněž ve volbách v roce 2018 byla zvolena jako nezávislá za subjekt „"Nezávislí 2010"“ z pozice lídryně kandidátky. Dne 31. října 2018 pak byla zvolena starostkou obce. V komunálních volbách v roce 2022 kandidovala do Zastupitelstva obce Kunčice pod Ondřejníkem jako lídryně kandidátky subjektu „Nezávislí 2010 a STAN“. Mandát zastupitelky obce se jí podařilo obhájit, starostkou však již zvolena nebyla. Dne 24. října 2022 se stal novým starostou obce Jiří Mikala. Dne 11. října 2024 rezignovala na mandát zastupitelky obce.
V krajských volbách v roce 2020 kandidovala jako nestranička za Zelené na kandidátce subjektu „STAN, ZELENÍ a NEZÁVISLÍ“ do Zastupitelstva Moravskoslezského kraje, ale neuspěla.
Ve volbách do Poslanecké sněmovny PČR v roce 2021 kandidovala již jako členka hnutí STAN na 14. místě kandidátky koalice Piráti a Starostové v Moravskoslezském kraji. Vlivem 6 293 preferenčních hlasů však nakonec skončila první, a byla tak zvolena poslankyní. V červenci 2022 byla na mimořádném sjezdu STAN v Hradci Králové zvolena místopředsedkyní hnutí. V únoru 2023 byla zvolena předsedkyní krajského výboru hnutí STAN Moravskoslezský kraj.
V krajských volbách v září 2024 byla zvolena jako členka hnutí STAN zastupitelkou Moravskoslezského kraje, a to na kandidátní listině uskupení „STAROSTOVÉ A OSOBNOSTI PRO KRAJ“.
Ve volbách do Poslanecké sněmovny PČR v roce 2025 je lídryní hnutí STAN v Moravskoslezském kraji. Na celostátním sněmu hnutí STAN konaném v květnu 2025 obhájila funkci místopředsedkyně hnutí.